# Мердер Олексій Іванович
Мердер Олексій Іванович (рос. Мердер Алексей Иванович, *23 (11) вересня 1861 — †1920) — російський імперський історик, письменник; чиновник особливих доручень при київському, подільському і волинському генерал-губернаторі, камергер, дійсний статський радник, маршалок шляхти Луцького повіту, член Луцького Хрестовоздвиженського братства, секретар Київської вченої архівної комісії, свідок у справі Бейліса.

## Життєпис
Народився у м. Царське Село Санкт-Петербурзької губернії Російської імперії (нині м. Пушкін Російської Федерації). Син шталмейстера, письменника і благодійника Мердера Івана Карловича, онук генерал-ад'ютанта, вихователя імператора Олександра II Карла Карловича Мердера. Православного віросповідання, дворянського походження. Зарахований в пажі 24 квітня 1868 р., а з 29 жовтня 1880 р. — камер-паж. 3 лютого 1881 р. затверджений на старшого камер-пажа в прапорщики до лейб-гвардійського Преображенського полку.
25 травня 1885 р. призначений ад'ютантом командувача військами Іркутського військового округу, з зарахуванням у армійської піхоті штабс-капітаном. 13 серпня 1888 р. призначений на ад'ютанта до генерал-лейтенанта графа Ігнатьєва О., Іркутського генерал-губернатора. 5 листопада 1889 р. призначений на ту ж саму посаду до Київського, Подільського і Волинського генерал-губернатора.
29 січня 1892 р. зарахований в запас із призначенням у молодші чиновники особливих доручень при Київському генерал-губернаторі. 23 вересня 1893 р. призначений у старші чиновники особливих доручень. 1 січня 1894 р. Височайше надане звання камер-юнкера Двору Його Величності. І за вислугою років підвищено його ранг з колезького асесора на ранг надвірного радника, затверджено його в займаній посаді 25 квітня 1895 р..
У 1901 р. прийняв від діловода Тимчасової комісії для розгляду давніх актів Левицького О. справи 1840-х років для передачі в архів Київського губернського правління, що належали таємній частині канцелярії генерал-губернатора.
Був членом Луцько-дубенського з'їзду мирових посередників.
У 1906 р. був маршалком шляхти Луцького повіту.
У 1907 р. став членом Луцького Хрестовоздвиженського братства.
У 1910 р. написав брошуру «Старожитності Луцька та його минуле». Найбільше цікавився він київським краєзнавством. Публікації в журналі «Кіевская старина» стосувалися побутової історії Києва першої половини — середини XIX ст.. Друкував свої твори він і у виданні «Київські єпархіальні відомості» (рос. Киевские епархиальные ведомости).
У 1911 р. проходив свідком у справі Бейліса. Того ж року очолював групу чиновників канцелярії генерал-губернатора, що мала завдання розбирати документи архіву канцелярії Київського губернського правління.
Був близько знайомим із Каманіним І. та Левицьким О. творцем Київської вченої архівної комісії, що відповідала за збереження архівних джерел Південно-Західного краю. Він брав участь в підготовці постанови про створення цієї комісії в березні 1913 р., а в березні наступного 1914 р. став її секретарем.
У 1914 р. у зв'язку із скасуванням Київського генерал-губернаторства очолював ліквідаційну комісію.
Займався вилученням і нагромадженням відомчих провінційних і губернських державних архівів Правобережної України. За радянської влади ті справи, які він відзначав в господарському столі генерал-губернаторського архіву (ф.442 у ЦДІАК України) як цінні для дослідження культурної історії міста Києва і краю, були переважно здані в макулатуру та знищені в 1950-1960-ті роки, що буцімто «не мали історичної цінності».
В Історичному товаристві імені Нестора-літописця Василенко М. П. визнав його як джерелознавця, архівіста, пам'яткоохоронця.
Був членом
- Київського відділу Імператорського Російського воєнно-історичного товариства (від 1909 р. в архівній та бібліотечній комісії),
- Історичного товариства імені Нестора-літописця[1],
- Київського товариства охорони пам'ятників старовини та мистецтва (від 1912 р. очолював Розпорядчий комітет цього товариства й виконував обов'язки бібліотекаря[4]).

Став членом Розпорядчого комітету Київського відділу Імператорського Російського воєнно-історичного товариства, а з лютого 1919 р. — членом ревізійної комісії, яка перевіряла грошову та матеріальну звітність того відділу.
Мердер був заарештований більшовиками і розстріляний серед в'язнів Звіринецького табору.

## Праці
- (рос.)близько 30 публікацій (з понад 100 архівними документами) в рубриці «З архівних дрібниць» (рос. Из архивных мелочей), журнал «Кіевская старина», 1900—1906.
- (рос.)публікації в друкованому органі Київського відділу Імператорського Російського воєнно-історичного товариства — журнал «Военно-исторический вестник».
- (рос.)Мердер А., Древности Луцка и его прошлое. // Военно-исторический вестник. К., 1910 г., № 9-10.

## Нагороди
- Орден Святого Станіслава 3 ступеня
- Орден Святої Анни 3 ступеня